# Koraal Specht
Koraal Specht – dzielnica (wijk) miasta Willemstad oraz osada (buurt) w dystrykcie Willemstad, w kraju autonomicznym Curaçao, należącym do Holandii, w Ameryce Południowej. 20 października 2023 r. liczyła 3261 mieszkańców.  

## Osady
W skład dzielnicy wchodzi jedna osada (buurt):
| Lp. | Nazwa         | Powierzchnia km² | Liczba mieszkańców |
| --- | ------------- | ---------------- | ------------------ |
| 1.  | Koraal Specht | 2,52             | 3261               |